# Leokadia Pancewiczowa

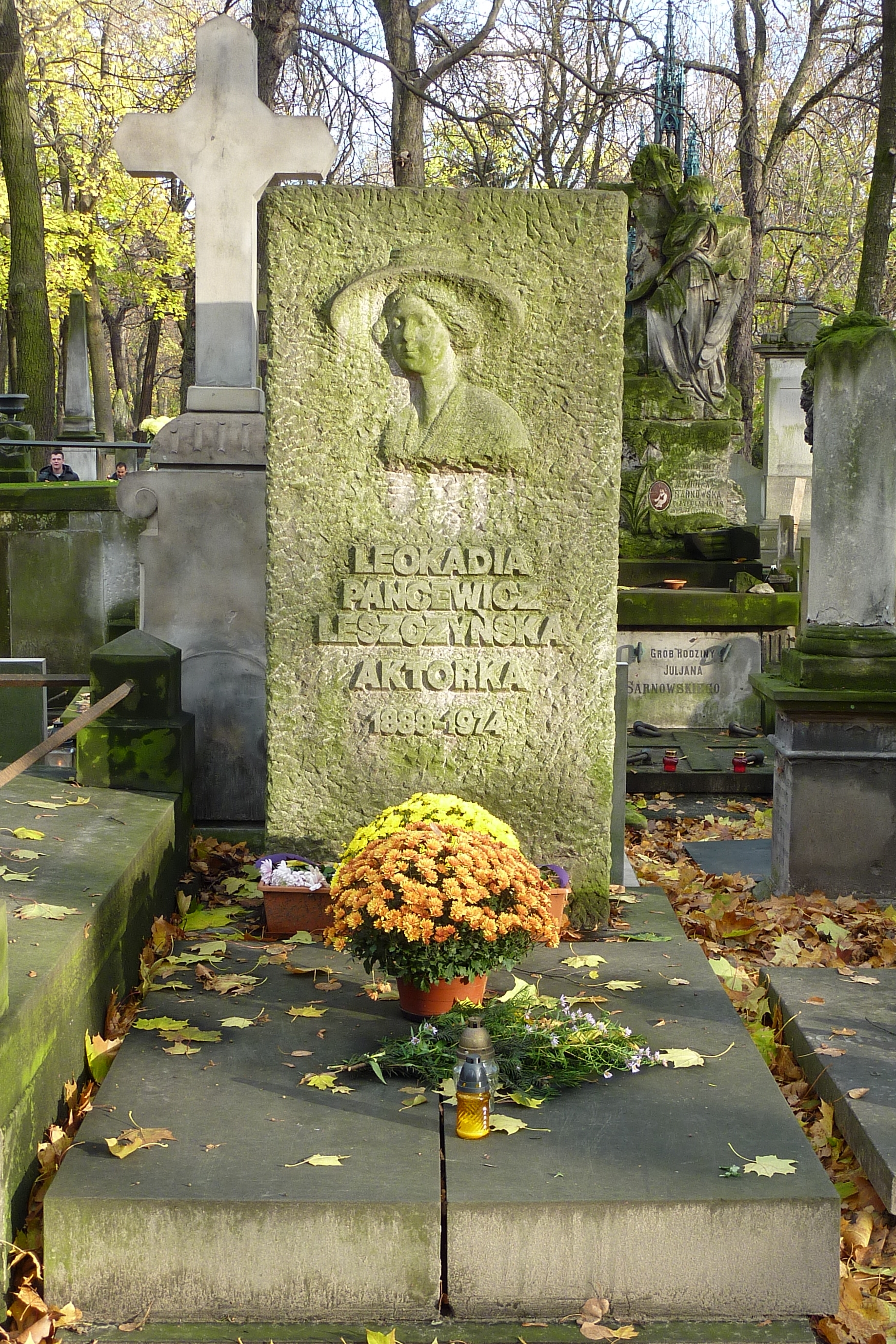
Grób Leokadii Pancewiczowej na cmentarzu Powązkowskim w Warszawie

Leokadia Pancewiczowa z d. Rzecznik, 1 v. Pancewicz 2 v. Leszczyńska, również znana jako Leokadia Klara Pancewicz-Leszczyńska (ur. 8 listopada 1888 w Warszawie, zm. 26 grudnia 1974 tamże) – polska aktorka teatralna i gwiazda kina międzywojennego.

## Życiorys
Urodziła się 8 listopada 1888 w Warszawie, w rodzinie Leona Rzecznika, inżyniera elektryka, i Marii z domu Kanty. Była siostrą aktorki Janiny Szreniawy.
Na deskach teatru debiutowała 14 listopada 1906 jako Kowalka w przedstawieniu W noc lipcową w zespole Wandy Jarszewskiej podczas występów w Kijowie (wystąpiła pod prawdziwym nazwiskiem pierwszego męża Stanisława Pancewicza − mianowicie jako Leokadia Klan). W następnych latach związana była z grupą Bolesława Bolesławskiego z którym grała na scenach Lubina i Radomia. Następnie występowała w Warszawie, Łodzi, Kijowie i w prowincjonalnych teatrach. Była znana i rozpoznawalna, lecz dopiero po 10 latach pracy w krakowskim Teatrze im. Juliusza Słowackiego (1913−1923) zdobyła uznanie artystyczne.
Była znakomitą recytatorką, ponadto miała posągową postawę, urodę i piękny mocny głos. Po ponad 50 sztukach przeniosła się z Krakowa do Warszawy, gdzie poślubiła swojego drugiego męża Jerzego Leszczyńskiego, z którym tworzyła duet na scenach wielu warszawskich teatrów. Od 1937 była członkiem ZASP-u.
Po wybuchu wojny zakończyła aktywność zawodową. Po upadku powstania warszawskiego zamieszkała ponownie w Krakowie, gdzie wystąpiła po raz pierwszy po wojnie w Teatrze Kameralnym TUR. Jednak już w 1946 powróciła do Warszawy i do końca kariery grała w Teatrze Polskim.
W 1965 obchodziła jubileusz 59-lecia pracy artystycznej, w tym samym roku przeszła na emeryturę.
Była trzykrotnie zamężna, najpierw od 1905 ze Stanisławem Pancewiczem, potem od 1922 z przemysłowcem Karolem Hallerem de Hallenburgiem, z którym się wkrótce rozwiodła, następnie od 18 grudnia 1924 z Jerzym Leszczyńskim.
Zmarła 26 grudnia 1974 w lecznicy rządowej przy ul. Hożej w Warszawie. Została pochowana na cmentarzu Powązkowskim w Warszawie (kwatera A-6-3).

## Filmografia
Aktorka
- Mogiła nieznanego żołnierza (1927) − Ksenia
- Barbara Radziwiłłówna (1936) − królowa Bona
- Halka (1937) − Matka Janusza
- Geniusz sceny (1939) − gospodyni z „Wesela”
- Trzy serca (1939) − hrabina Tyniecka

Teatr Telewizji
- Anna Karenina (1961)

Polski dubbing
- Królewna Śnieżka i siedmiu krasnoludków (1937) − królowa (pierwsza wersja dubbingu)

## Ordery i odznaczenia
- Krzyż Oficerski Orderu Odrodzenia Polski (22 lipca 1952)[2]
- Złoty Krzyż Zasługi (25 czerwca 1946)[3]
- Medal 10-lecia Polski Ludowej (19 stycznia 1955)[4]

## Nagrody
- Nagroda Państwowa II stopnia za rolę Ogrodzkiej w spektaklu Grzech Stefana Żeromskiego w Teatrze Polskim w Warszawie (1951)